# سانیا

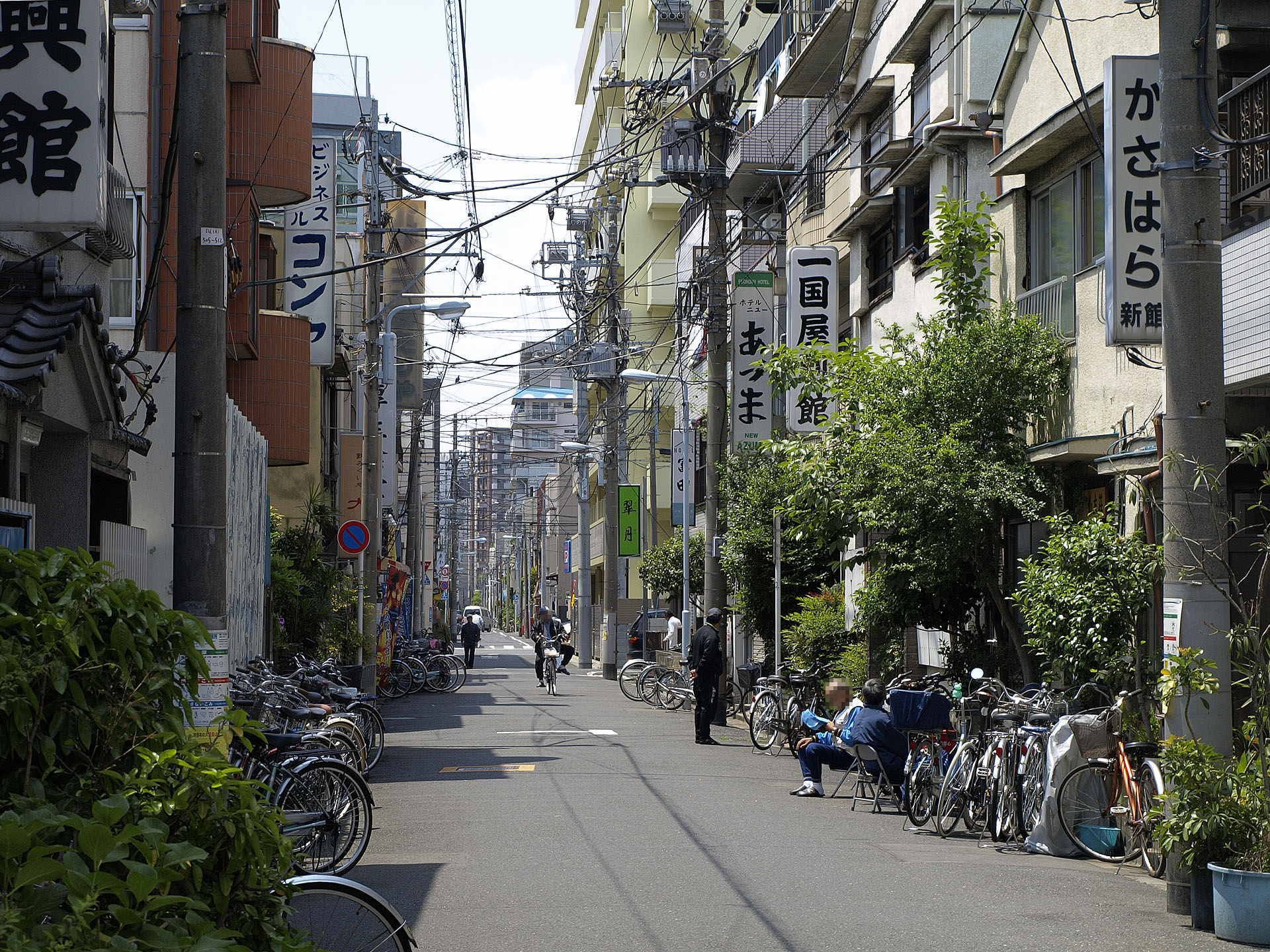
هتل‌های ارزان قیمت در سانیا

سانیا (به ژاپنی: 山谷 San'ya) یکی از محله‌های توکیو پایتخت ژاپن است که در منطقهٔ تایتو و آراکاوا واقع شده‌است. این محله به محل سکونت کارگران روزمزد یا منطقهٔ کارگرنشین شهرت دارد. از دوره ادو در این محله مسافرخانه‌های بسیاری وجود داشته‌است. هم‌اکنون نیز در این محله مسافرخانه‌های ارزان قیمتی به نام کان‌ای شوکوشوُ (به ژاپنی: 簡易宿所 かんいしゅくしょ) وجود دارند. کان‌ای شوکوشوُ در کنار هتل، ریوکان و گِشوکو یکی از انواع چهارگانهٔ محل‌های اقامتی کرایه‌ای در ژاپن است که در آن هیچ نوع سرویس غذایی داده نمی‌شود و بسیاری از امکانات مسافرخانه به صورت اشتراکی در اختیار قرار اقامت‌کننده قرار دارد. به سبب ارزانی اقامت این نوع مسافرخانه به تازگی مورد توجه جهانگردان خارجی قرار گرفته‌است. 

## ایستگاه راه آهن
- متروی توکیو، خط هیبیا، ایستگاه مینامی سنجو
- جی آر، خط جوبان